# Rally RACE de España de 1980
El Rally RACE de España de 1980, oficialmente 28.º Rally RACE, fue la vigésimo octava edición, la cuadragésima ronda de la temporada 1980 del Campeonato de Europa y la vigésimo segunda de la temporada 1980 del Campeonato de España de Rally. Se celebró del 17 al 19 de octubre y contó con un itinerario de unos 360 km cronometrados de los que unos noventa eran sobre tierra y el resto sobre asfalto. Aunque algunos rumores apuntaron que la prueba se iba a celebrar en Aragón finalmente el epicentro se mantuvo en Marbella.
En esta edición hubo dos títulos en juego, el campeonato de Europa y el de España. En el primero Antonio Zanini se lo jugaba frente al francés Bernard Beguin y en el nacional lo hacía contra Jorge de Bagration. En el resto de participantes destacaban pilotos como Beny Fernández, Eduardo Balcázar, Genito Ortiz que debutaba con el Talbot Horizon oficial o Salvador Servià y Canela con sendos Ford Fiesta también oficiales.

## Clasificación final
| Pos. | Piloto             | Copiloto          | Automóvil                     | Tiempo  | Diferencia |
| ---- | ------------------ | ----------------- | ----------------------------- | ------- | ---------- |
| 1.   | Antonio Zanini     | Jordi Sabater     | Porsche 911 SC                | 4:12:46 | 0.0        |
| 2.   | Mauro Pregliasco   | Vittorio Reisoli  | Alfa Romeo Alfetta Turbodelta | 4:16:52 | +4:06      |
| 3.   | Jorge de Bagration | Nuria Llopis      | Lancia Stratos HF             | 4:17:28 | +4:42      |
| 4.   | Salvador Servià    | Álex Brustenga    | Ford Fiesta MK1 1600S         | 4:26:57 | +14:11     |
| 5.   | Ricardo Villar     | Juan Antonio Díaz | Porsche 911 SC                | 4:32:24 | +19:38     |
| 6.   | Enrique Villar     | Federico Garret   | Porsche 911 SC                | 4:34:03 | +21:17     |
| 7.   | José Gonçalves     | Miguel Oliveira   | Ford Escort RS 2000 MKII      | 4:37:20 | +24:34     |
| 8.   | Joaquim Moutinho   | Pina de Morais    | Opel Ascona i2000             | 4:39:56 | +27:10     |
| 9.   | Carlos Torres      | António Morais    | Ford Escort RS 2000 MKII      | 4:41:51 | +29:05     |
| 10.  | Błażej Krupa       | Piotr Mystkowski  | Renault 5 Alpine              | 4:46:43 | +33:57     |